# 布洛姆+福斯
布洛姆+福斯（德語：Blohm + Voss，又曾名為 Blohm & Voss）是一間德國造船及工程公司，現隶属于蒂森克虜伯海洋系統。蒂森克虜伯於2011年12月宣布把布洛姆+福斯建造民用船隻的部門售予英國獨立投資基金管理公司（STAR Capital Partners），並正等待監管機構批准。該公司在二戰前及二戰期間透過漢堡飛機製造公司生產飛機。
布洛姆+福斯擁有超過135年造船及其它大型機械生產的經驗。儘管其廠房在第二次世界大战時幾乎被完全摧毀，現今的布洛姆+福斯不但為德國海軍製造軍艦，亦有出口至外國。除此之外，布洛姆+福斯亦有為商業用戶製造鑽油工具及船隻。
現今的布洛姆+福斯是蒂森克虜伯海洋系統的子公司。

## 歷史

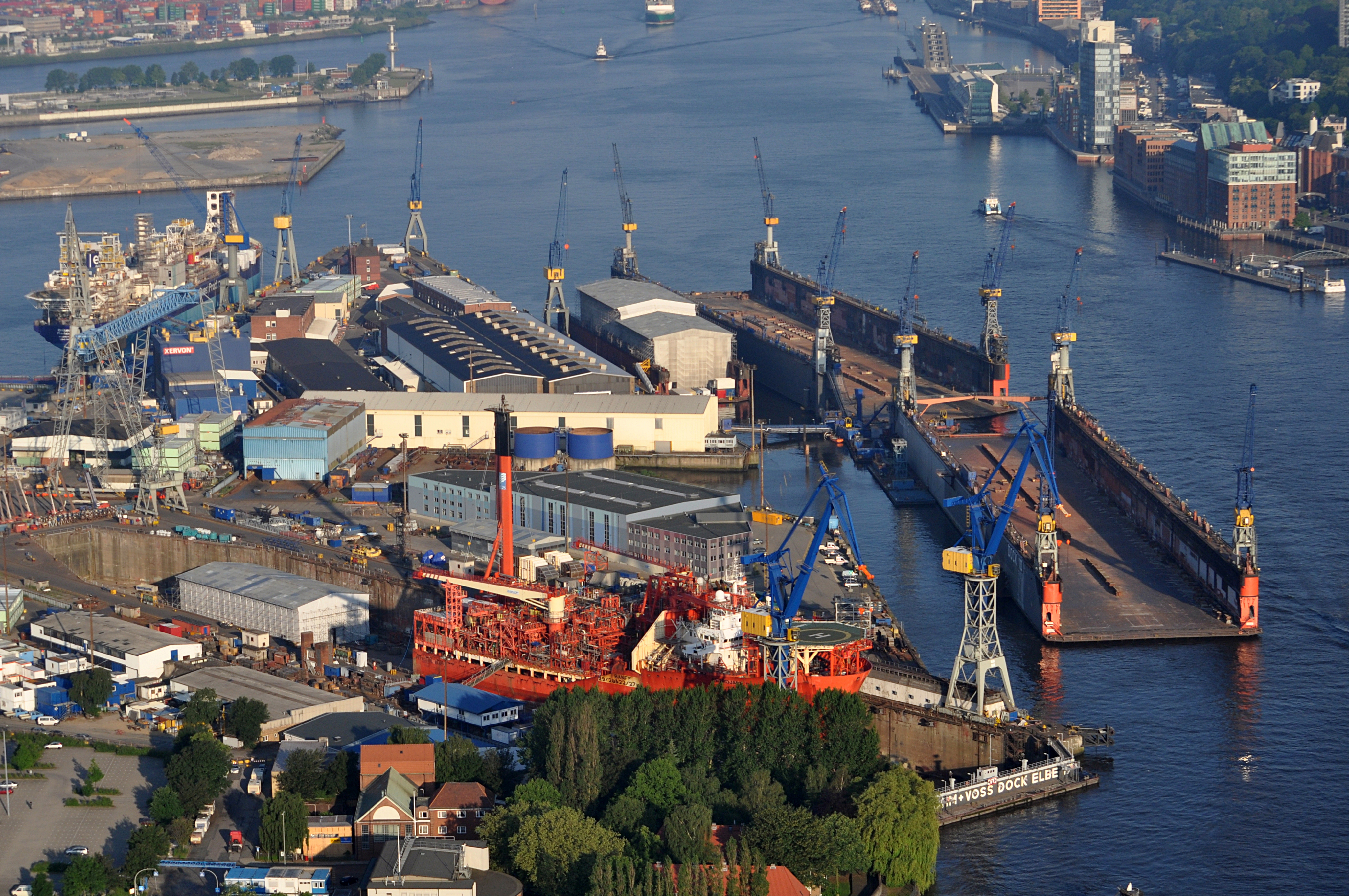
布洛姆+福斯的工廠

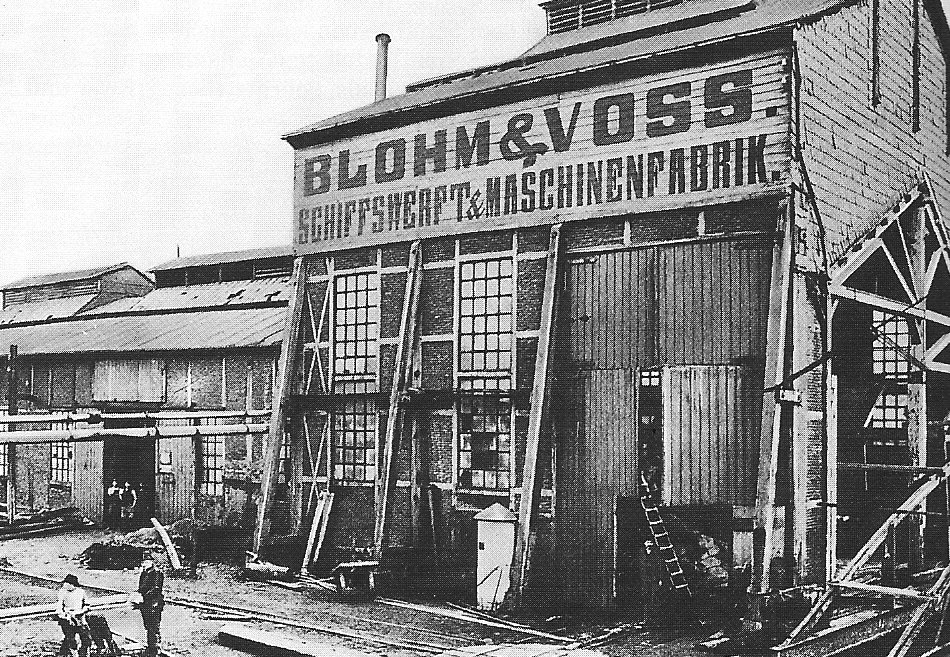
1877年的Blohm & Voss

布洛姆+福斯於1877年4月5日由赫爾曼·布洛姆及恩斯特·福斯合夥成立。他們在漢堡附近的庫韋德（Kuhwerder）建立了一個共佔15,000平方米的造船廠，其接水正面有250米，並帶有三個拋錨處，其中兩個可用於100米長的船隻。布洛姆+福斯的商標為一個深藍色圓角長方形，內裡帶「Blohm & Voss」的字樣，1955年後改用「Blohm + Voss」。

### 納粹德國時期
1933年納粹黨取得政權，並進行違反凡爾賽條約的活動，當時公司正由魯道夫及瓦爾特·布洛姆兄弟管理。政府的擴軍計劃提供了大量資金，使公司脫離了原本的財政危機。布洛姆+福斯於專門建造船隻前亦有為德國國內設計及制造航空器，戰前為德國漢莎航空，其後則為納粹德國空軍。布洛姆+福斯的航空部名為漢堡飛機製造公司，因此其首隻飛機的名稱以「Ha」開始，但1937年後該部門改名為「Abteilung Flugzeugbau der Schiffswerft Blohm & Voss」（布洛姆&福斯造船廠飛機生產部），飛機名稱亦改用「BV」起始。其中值得注意的是較大型的飛行艇，其中包括Bv 238。

### 末期與戰後
由1944年7月至1945年4月，布洛姆+福斯使用了漢堡諾因加默集中營中的囚犯為其工作。現時布洛姆+福斯一直有捐款予強迫勞工賠償基金。

## 船隻及潛艇
Blohm & Voss 成立於航海時代，雖然從一開始就建造鋼質船體船舶，但直到1900年才生產出重要的蒸汽船。在 B+V 建造的數百艘船舶中，著名的艦艇包括：

### 高桅横帆船
- Flying P-Liner系列船隻
- 波美拉尼亞的贈禮號
- 戈爾希·福克號三桅帆船及訓練用船

### 郵輪及客輪
- 雄偉號，白星航運郵輪，1914至1935年間為世上最大船隻
- 阿科納角號，漢堡南美航運公司郵輪，第二次世界大戰後期遭英國戰鬥轟炸機擊沉，死傷人數達5000人
- 歐羅巴號，北德意志-勞埃德郵輪，曾獲得藍絲帶獎
- 探險者號，用於海上學期留學計劃
- 挪威號，一開始用作跨大西洋郵輪，後再作改裝
- 普利托里亞號及勒熱納號，德國－東非航運的載客貨輪
- 維多利亞·路易絲公主號，漢堡－美洲公司擁有，世上首艘專門運客的豪華郵輪
- 威廉·古斯特洛夫號郵輪，KdF局郵輪，二戰時遭蘇聯擊沉成為史上最大海難，死亡人數可能高達9000人

### 私人遊艇

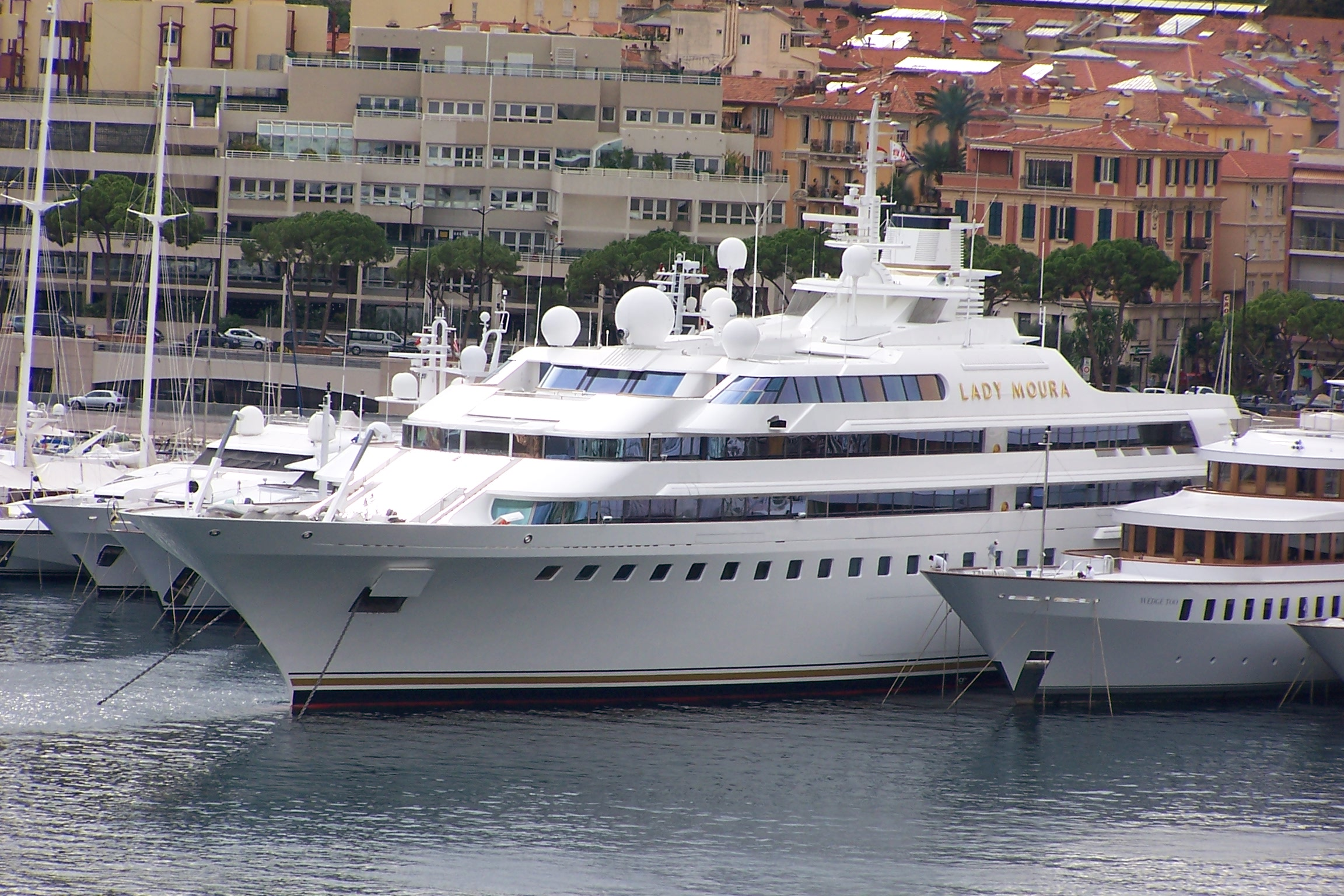
位處摩纳哥的莫拉女士號

- A，安德烈·梅尔尼琴科擁有的394呎長的遊艇
- 杜拜號，杜拜酋長穆罕默德·本·拉希德·阿勒馬克圖姆擁有
- 日蝕號，羅曼·阿爾卡季耶維奇·阿巴莫域治擁有的世上最大郵輪
- 恩尼格瑪號，現代私人遊艇
- 蟋蟀號，本為德國國家遊艇，第二次世界大戰初期改裝作佈雷艇，後來又改裝回納粹德國國家遊艇
- 莫拉女士號，20世紀最大型私人遊艇

### 第一次世界大戰軍艦
- 格林杜爾号，商船改裝的輕型水上飛機母艦
- 馮·德·坦恩號戰列巡洋艦，戰列巡洋艦
- 戈本號戰列巡洋艦
- 毛奇號戰列巡洋艦
- 沙恩霍斯特號裝甲巡洋艦

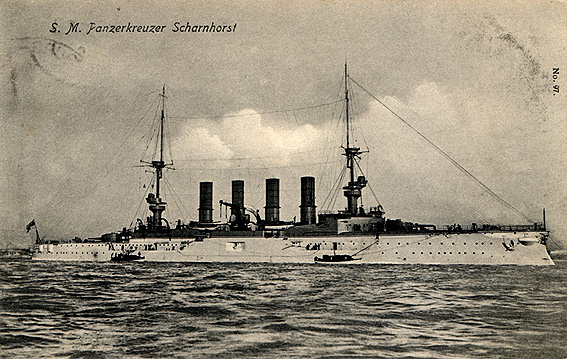
沙恩霍斯特號裝甲巡洋艦

- 塞德利茨號戰列巡洋艦，日德蘭海戰中嚴重受損，但仍能借出色的損管和防護設計成功回到本土基地

### 第二次世界大戰軍艦
- 希佩爾海軍上將號重巡洋艦
- 俾斯麥號戰艦
- 霍斯特·威塞尔号，訓練艦，二戰後被美國繳獲，現隸屬美國海岸警衛隊
- 不少U型潛艇

### 現代船隻
- 尼日利亞海軍的MeKo 360H1 雷電號
- 尼日利亞海軍的MeKo 360H2 布朗海軍上將級驅逐艦
- F215 勃蘭登堡，首艘布蘭登堡級巡防艦
- F209 萊茵蘭-普法爾茨，一艘不來梅級護衛艦
- F219 薩克森，首艘薩克森級巡防艦
- 葡萄牙海軍使用的瓦斯科·達伽馬級巡防艦 MeKo 200 PN
- 阿根廷海岸警衛隊使用的Z28級巡邏艇

- Blohm + Voss造船廠入口
- 位於漢堡的布洛姆+福斯第10停泊處
- 遊輪海洋自由號及第17乾船塢
- Blohm + Voss造船廠的Cosco Brisbane

## 飛機
1933至1945年，布洛姆+福斯亦擁有漢堡飛機製造有限公司。雖然一開始按公司名稱給予Ha的編號，但因兩間公司非常緊密，其早期研發的飛機皆稱作「Blohm & Voss, type Ha...」，然後為設計編號。為避免混亂，帝國航空部讓步，將公司編號改為「BV」。
- BV 40，滑翔攔截機
- Ha 135，1933年的雙座單引擎雙翼飛機
- Ha 136[9]，實驗性單座單引擎低翼高級教練機
- Ha 137，俯衝轟炸機（原型機）
- BV 138，軍用巡邏飛行艇（曾為Ha 138）
- Ha 139，長程水上飛機
- Ha 140，水上魚雷轟炸機（原型機）
- BV 141，非對稱偵察機
- BV 142，偵察機及運輸機
- BV 143，滑翔炸彈（原型機）
- BV 144，民航運輸機
- BV 155，高空攔截機（曾為Me 155）
- BV 222運輸機，「維京」飛艇
- BV 226[9]，長程雷達制導滑翔炸彈
- BV 237[9]，BV 141單座單引擎地面攻擊機版本
- BV 238，軸心國於戰時最大型的飛艇（原型機）
- BV 246，「冰雹」長程雷達制導滑翔炸彈
- BV P.111，與237設計相似，除了此為飛艇及帶有三個引擎
- BV P.170，1942年的設計的3個引擎飛機，機翼在駕駛艙前方

雖然漢堡飛機製造有限公司於戰後重新成立，並繼續生產飛機。但該公司使用了不同名稱，擁有者亦不同，亦從此失去了以前與布洛姆+福斯造船廠的緊密關係。